# Орлиновский муниципальный округ
Орлиновский муниципальный округ — муниципальное образование, наделённое статусом внутригородского муниципального образования в Балаклавском районе в составе города федерального значения Севастополь. 
Административный центр расположен в населённом пункте селе Орлиное.
Образован в соответствии с законом города Севастополя от 3 июня 2014 года № 17 − ЗС «Об установлении границ и статусе муниципальных образований в городе Севастополе».

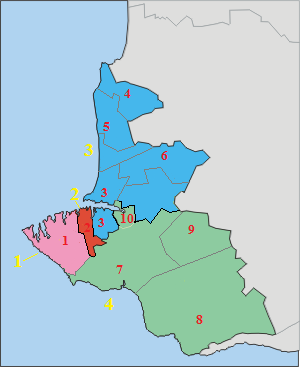
Балаклавский район — № 4 (жёлтым),
Орлиновский муниципальный округ —
№ 8 (красным)

## География
Занимает крайне южную часть Балаклавского района и всего города федерального значения Севастополя. Граничит на севере с Терновским, на северо-западе — с Балаклавским муниципальными округами Севастополя. На востоке проходит граница с Голубинским сельским поселением Бахчисарайского района Республики Крым, на юге — с городским округом Ялта Республики Крым. На западе  — омывается Чёрным морем.

## Состав
На территории Орлиновского муниципального округа находятся населённые пункты:
| №  | Название населённого пункта | Прежнее название нп | Тип нп  | Население |
| -- | --------------------------- | ------------------- | ------- | --------- |
| 1  | Гончарное                   | (Варнаутка)         | село    | ↘591      |
| 2  | Кизиловое                   |                     | село    | ↗44       |
| 3  | Колхозное                   | (Узунджи)           | село    | ↗5        |
| 4  | Ласпи                       |                     | посёлок |           |
| 5  | Новобобровское              | (Бага)              | село    | ↘247      |
| 6  | Озёрное                     |                     | село    | ↘153      |
| 7  | Орлиное                     | (Байдар)            | село    | ↘2106     |
| 8  | Павловка                    | (Сахтик)            | село    | ↘437      |
| 9  | Передовое                   | (Уркуста)           | село    | ↘643      |
| 10 | Подгорное                   | (Календо)           | село    | ↘47       |
| 11 | Резервное                   | (Кучук-Мускомия)    | село    | ↘119      |
| 12 | Родниковое                  | (Скеле)             | село    | ↘517      |
| 13 | Россошанка                  | (Саватка)           | село    | ↘129      |
| 14 | Тыловое                     | (Хайто)             | село    | ↘573      |
| 15 | Широкое                     | (Биюк-Мускомия)     | село    | ↘594      |

## Население
| 2001  | 2011  | 2014  | 2015  | 2016  | 2017  | 2018  |
| ----- | ----- | ----- | ----- | ----- | ----- | ----- |
| 6330  | ↗7926 | ↘6205 | →6205 | ↗6369 | ↗6470 | ↘6464 |
| 2019  | 2020  | 2021  |       |       |       |       |
| ↗6523 | ↘6422 | ↗7343 |       |       |       |       |

* в таблице данные по муниципальным образованиям Севастополя из источника Росстата на 1 января 2015 года включают (дублируют) данные итогов переписи населения в КФО по состоянию на 14 октября 2014 года
По итогам переписи населения в Крымском федеральном округе по состоянию на 14 октября 2014 года численность постоянного населения муниципального округа составила 6205 человек (100 % из которых — сельское).
Национальный состав населения (перепись 2014 года):
| национальность  | всего, чел. | % от указав- ших |
| --------------- | ----------- | ---------------- |
| указали         | 6146        | 100,00%          |
| русские         | 3808        | 61,96%           |
| украинцы        | 1240        | 20,18%           |
| татары          | 446         | 7,26%            |
| крымские татары | 428         | 6,96%            |
| белорусы        | 52          | 0,85%            |
| азербайджанцы   | 26          | 0,42%            |
| армяне          | 23          | 0,37%            |
| казахи          | 18          | 0,29%            |
| болгары         | 10          | 0,16%            |
| мордва          | 10          | 0,16%            |
| другие          | 85          | 1,38%            |
| не указали      | 59          |                  |
| всего           | 6205        |                  |

По данным переписи населения 2001 года в Орлиновском сельсовете жило 3600 человек.